# La Gloire
La Gloire  ("Gloria")  fu una nave da guerra costruita per la Marine nationale francese nel 1860. 
Prima nave corazzata della storia, era dotata di corazzatura in ferro, scheletro in legno, propulsione ad elica e cannoni a retrocarica ad anima rigata. Venne immediatamente surclassata dalla HMS Warrior che era di dimensioni doppie rispetto alla Gloire e con lo scafo interamente in ferro, ed iniziò così la corsa agli armamenti che sarebbe proseguita di fatto fino al trattato navale di Washington del 1921.

## Progetto
Fu progettata dall'architetto navale Henri Dupuy de Lôme e sviluppata successivamente alla guerra di Crimea in risposta ai nuovi sviluppi della tecnologia bellica navale, in particolare i cannoni Paixhans e i cannoni a canna rigata che usavano proiettili con testata esplosiva, devastanti contro le navi di legno. Sfruttò inoltre l'esperienza delle batterie galleggianti realizzate dai francesi e dai britannici per il bombardamento dei forti russi durante la guerra di Crimea. Venne varata all'arsenale di Mourillon, Tolone, il 24 novembre 1859.
Impostata come nave da battaglia con cannoni in bordata da 5 630 tonnellate e ridotta di un ponte per risparmiare peso, utilizzò massicce piastre di ferro applicate su una scafo in legno. Le sue piastre di protezione spesse 12 cm resistettero al fuoco sperimentale dei più potenti cannoni dell'epoca (il francese da 50 libbre e il britannico da 68 libbre) a piena carica alla distanza di 20 m.

## Servizio
Nonostante queste qualità la nave si dimostrò poco vivibile per l'equipaggio, dato che per evitare di perforare le piastre ogni apertura era stata proibita, l'aerazione era cattiva e si dovettero utilizzare lampade a olio per l'illuminazione.
L'entrata in servizio de La Gloire segnò l'inizio dell'obsolescenza delle tradizionali navi di linea in legno non corazzate, dato che tutte le principali marine non ebbero altra scelta che costruire a loro volta navi corazzate (detti ironclad). Si diceva che se la Gloire avesse combattuto contro le navi convenzionali dell'epoca, sarebbe stata "come un lupo che avesse fatto irruzione in un gregge di pecore".
La Gloire ebbe due navi sorelle: Invincible e Normandie, entrambe entrate in servizio nel 1862.

## Galleria d'immagini

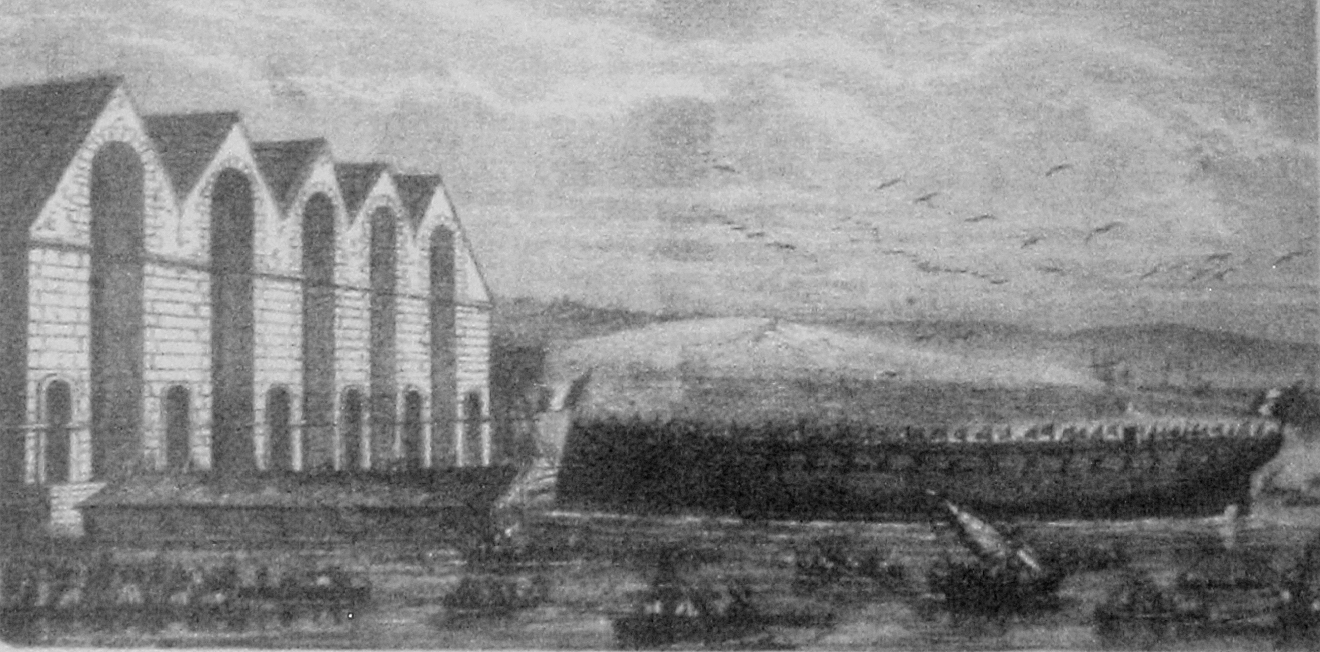
Il varo de La Gloire
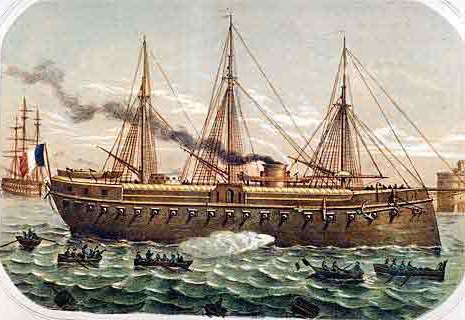
La Gloire
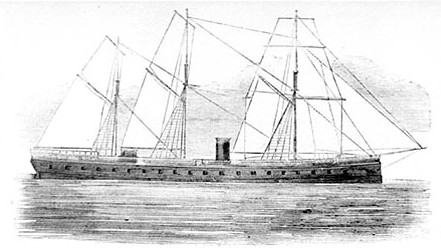
La Gloire nell'Illustrated London News.
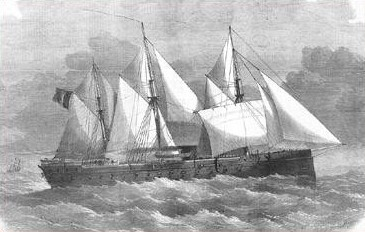
La Gloire in navigazione a vela.
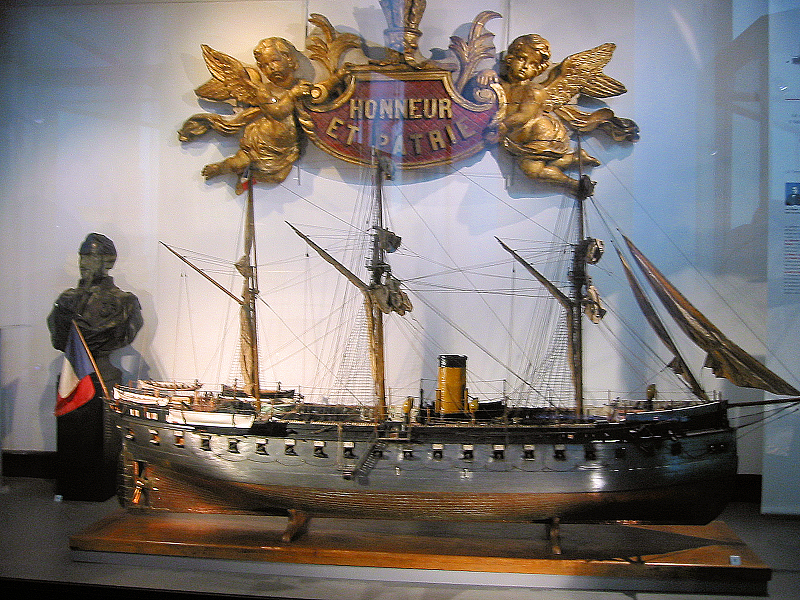
Modello in scala de La Gloire al Musée de la Marine, Parigi.
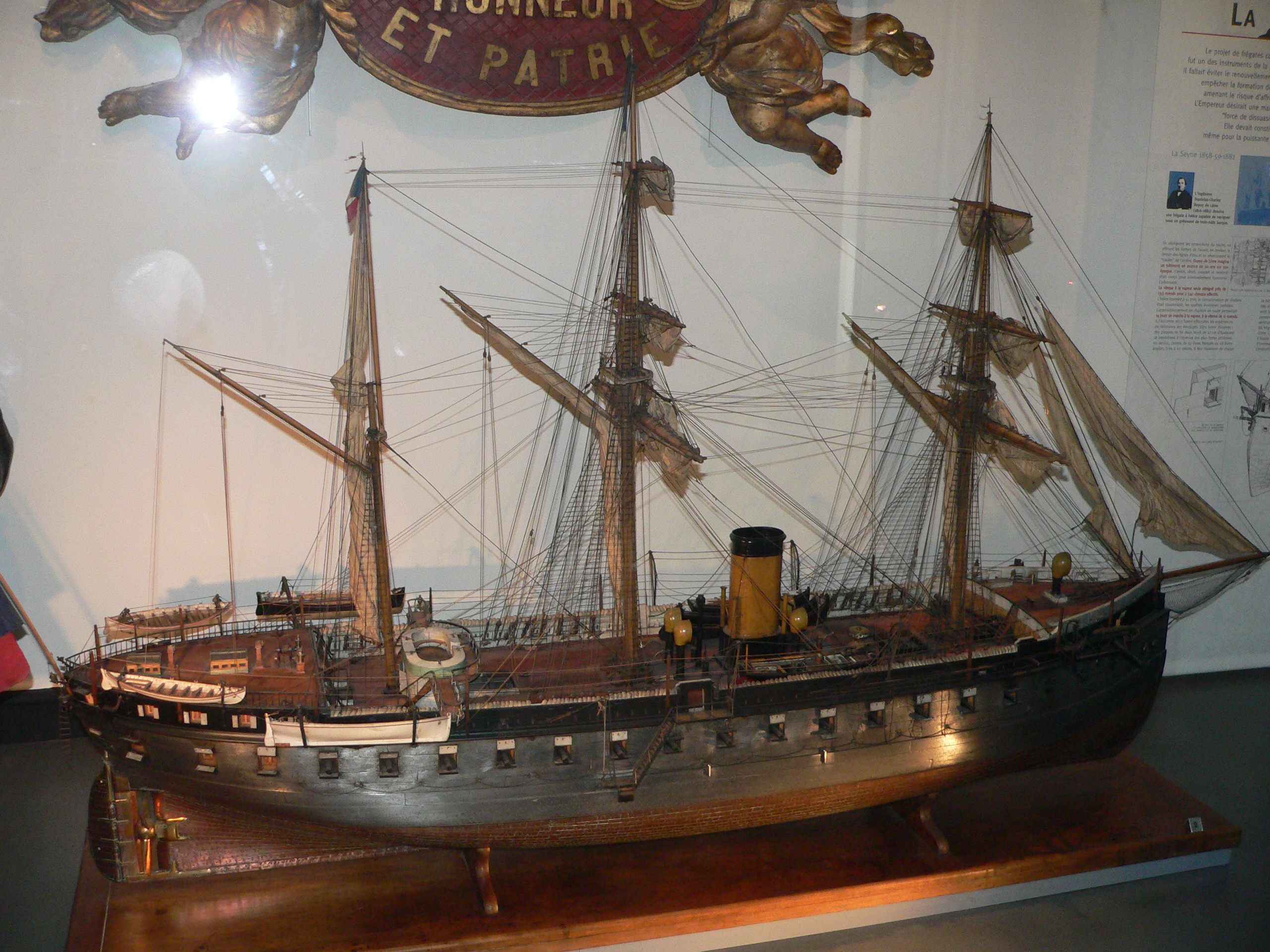
Modello in scala de La Gloire.
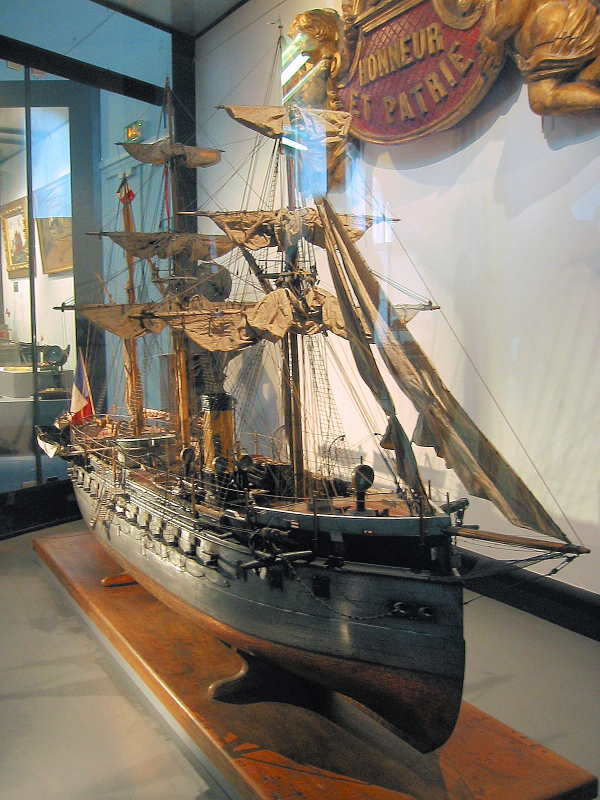
Modello in scala de La Gloire (vista frontale).
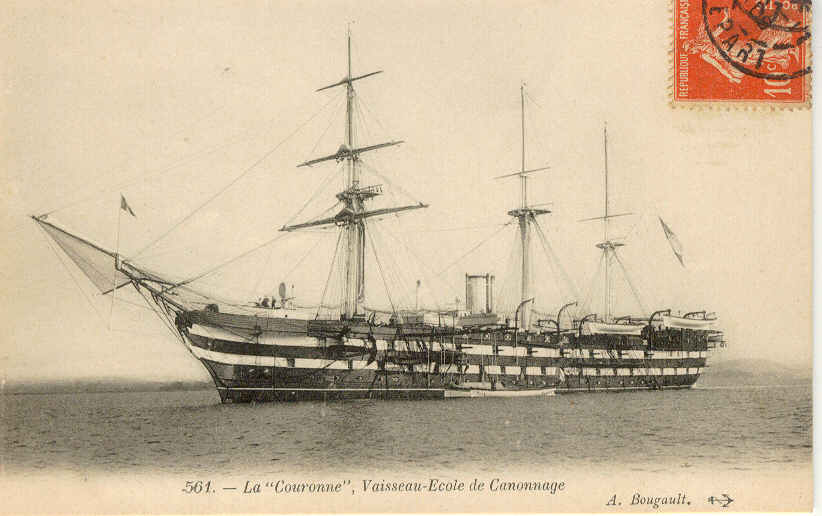
La Couronne, nave sorella della Gloire, dopo la sua ricostruzione.